# Bretagne Classic 2021
De 85e editie van de Bretagne Classic werd op zondag 29 en maandag 30 augustus 2021 verreden in het noordwesten van Frankrijk, over een parcours van 251 kilometer. De eendagswielerwedstrijd werd bij de mannen gewonnen door de Fransman Benoît Cosnefroy, bij de vrouwen won de Italiaanse Elisa Longo Borghini.

## Mannen

### Deelnemende ploegen
Er namen 24 ploegen deel, de negentien UCI World Tour-ploegen en vijf ploegen met een wildcard.

### Favorieten
Als favorieten werden onder meer Julian Alaphilippe, Diego Ulissi, Giacomo Nizzolo, Tadej Pogačar, Ethan Hayter, Aleksej Loetsenko, Ide Schelling, Jasper Stuyven, Mikkel Frølich Honoré en Warren Barguil genoemd.

### Uitslag
| Bretagne Classic 2021 |                       |                       |          |
| Plaats                | Naam                  | Ploeg                 | Tijd     |
| Winnaar               | Benoît Cosnefroy      | AG2R-Citroën          | 5u59'56" |
| 2                     | Julian Alaphilippe    | Deceuninck–Quick-Step | z.t.     |
| 3                     | Mikkel Frølich Honoré | Deceuninck–Quick-Step | + 3"     |
| 4                     | Ethan Hayter          | INEOS Grenadiers      | + 13"    |
| 5                     | Connor Swift          | Arkéa-Samsic          | z.t.     |
| 6                     | Franck Bonnamour      | B&B Hotels p/b KTM    | z.t.     |
| 7                     | Jasper Stuyven        | Trek-Segafredo        | z.t.     |
| 8                     | Valentin Madouas      | Groupama-FDJ          | z.t.     |
| 9                     | Quentin Pacher        | B&B Hotels p/b KTM    | + 16"    |
| 10                    | Giacomo Nizzolo       | Team Qhubeka NextHash | + 17"    |
|                       |                       |                       |          |
| 47                    | Pascal Eenkhoorn      | Team Jumbo-Visma      | + 2'03"  |

Bretagne Classic: 1931 · 1932 · 1933 · 1934 · 1935 · 1936 · 1937 · 1938 · 1939 - 1944 · 1945 · 1946 · 1947 · 1948 · 1949 · 1950 · 1951 · 1952 · 1953 · 1954 · 1955 · 1956 · 1957 · 1958 · 1959 · 1960 · 1961 · 1962 · 1963 · 1964 · 1965 · 1966 · 1967 · 1968 · 1969 · 1970 · 1971 · 1972 · 1973 · 1974 · 1975 · 1976 · 1977 · 1978 · 1979 · 1980 · 1981 · 1982 · 1983 · 1984 · 1985 · 1986 · 1987 · 1988 · 1989 · 1990 · 1991 · 1992 · 1993 · 1994 · 1995 · 1996 · 1997 · 1998 · 1999 · 2000 · 2001 · 2002 · 2003 · 2004 · 2005 · 2006 · 2007 · 2008 · 2009 · 2010 · 2011 · 2012 · 2013 · 2014 · 2015 · 2016 · 2017 · 2018 · 2019 · 2020 · 2021 · 2022 · 2023 · 2024
Classic Lorient Agglomération: 1999 · 2000 · 2001 · 2002 · 2003 · 2004 · 2005 · 2006 · 2007 · 2008 · 2009 · 2010 · 2011 · 2012 · 2013 · 2014 · 2015 · 2016 · 2017 · 2018 · 2019 · 2020 · 2021 · 2022 · 2023 · 2024
Ronde van de Verenigde Arabische Emiraten ·
Omloop Het Nieuwsblad ·
Strade Bianche ·
Parijs-Nice · 
Tirreno-Adriatico · 
Milaan-San Remo ·
Ronde van Catalonië ·
Driedaagse Brugge-De Panne ·
E3 Saxo Bank Classic ·
Gent-Wevelgem ·
Dwars door Vlaanderen ·
Ronde van Vlaanderen ·
Ronde van het Baskenland ·
Amstel Gold Race ·
Waalse Pijl ·
Luik-Bastenaken-Luik ·
Ronde van Romandië ·
Ronde van Italië ·
Critérium du Dauphiné ·
Ronde van Zwitserland ·
Ronde van Frankrijk ·
Clásica San Sebastián ·
Ronde van Polen ·
Bretagne Classic ·
Benelux Tour ·
Ronde van Spanje ·
Eschborn-Frankfurt ·
Parijs-Roubaix ·
Ronde van Lombardije
Afgelaste wedstrijden: Tour Down Under · Great Ocean Road Race · EuroEyes Cyclassics · GP van Quebec · GP van Montreal · Ronde van Guangxi